# Рыжехвостый плоскоклювый мухоед
Рыжехвостый плоскоклювый мухоед (лат. Ramphotrigon ruficauda) — вид воробьиных птиц из семейства тиранновых. Подвидов не выделяют.

## Распространение
Распространён в северной и центральной части Южной Америки.

## Описание
Длина тела 15—16 см. Самец и самка похожи. Верх тела оливково-зелёный, за исключением ярко-рыжих кроющих перьев надхвостья. Крылья черноватые; широкие кончики кроющих крыльев и широкие внешние края ярко-рыжие. Низ тела более бледного оттенка оливково-зелёного цвета; горло сероватое, грудь пламенно-жёлтая. Центр брюха бледно-желтый. Подхвостье рыжее. Радужная оболочка тёмно-коричневая. Клюв чёрный с бледным (кремовым или розовым) основанием.

## Биология
Преимущественно насекомоядны, но детали рациона неизвестны. Яйца кремовые, с мелкими малиновыми пятнышками.